# The Ed Wynn Show

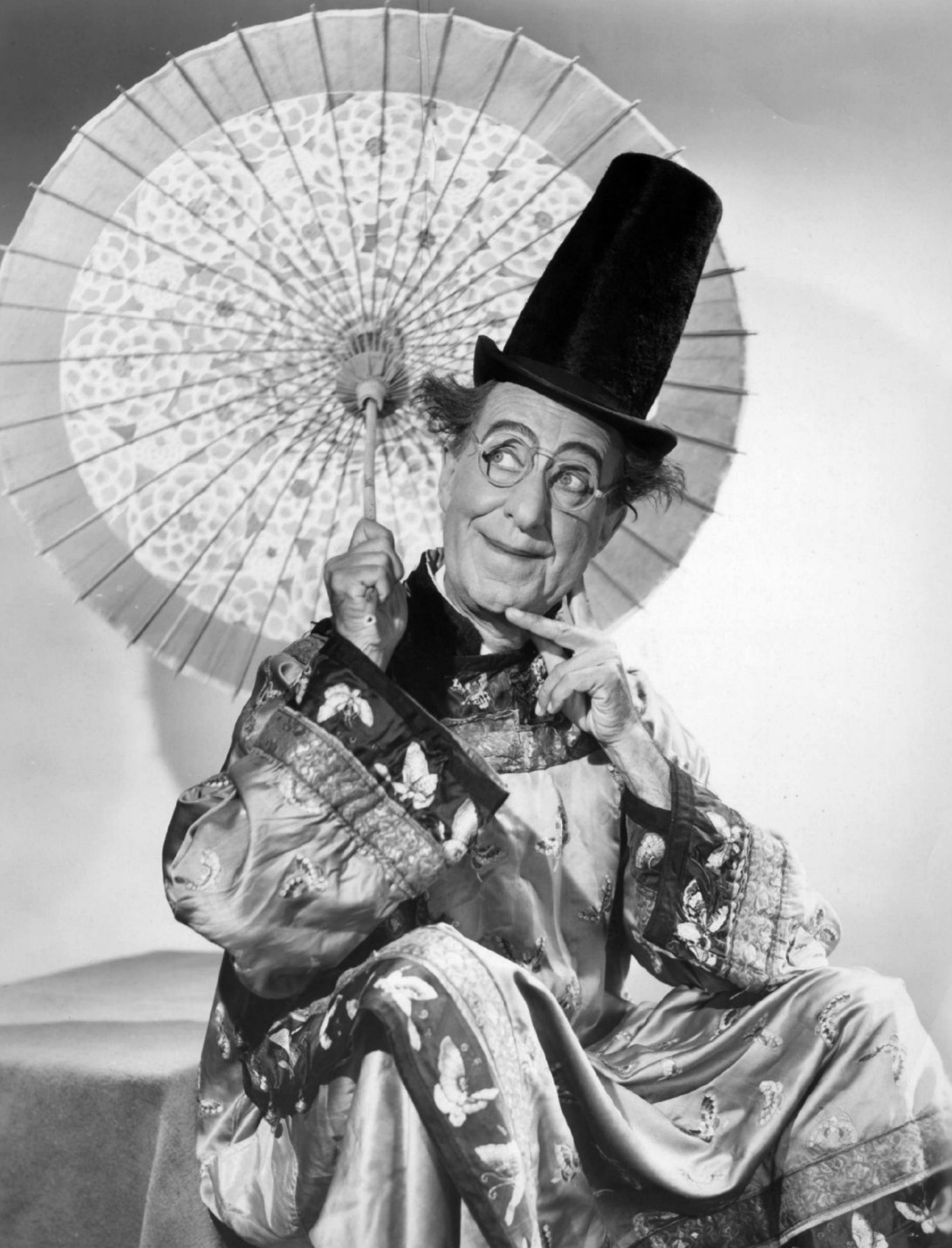
Ed Wynn no programa de televisão All Star Revue (1951).

The Ed Wynn Show foi um programa de variedades estadunidense transmitido originalmente de 22 de setembro de 1949 a 4 de julho de 1950 pela CBS. O comediante Ed Wynn foi o apresentador dos 39 episódios do programa, que foram os primeiros transmitidos ao vivo de Hollywood e exibidos via cinescópio para Nova York.

## História
O The Ed Wynn Show estreou em 22 de setembro de 1949 na CBS, estrelado pelo comediante Ed Wynn. A série, composta por esquetes e músicas no estilo vaudeville, foi patrocinada inicialmente pelos relógios Speidel e, depois, pelos cigarros Camel, quando passou a se chamar The Camel Comedy Caravan. Foi a primeira série de TV originada em Hollywood e utilizou o processo de cinescópio para transmitir episódios ao vivo de Los Angeles para Nova York.
A série contou com uma lista de celebridades convidadas, incluindo Eddie Anderson, Frances Langford, Celeste Holm, Carmen Miranda, Buster Keaton, Lucille Ball e muitos outros. O programa teve uma temporada, terminando em 4 de julho de 1950. A última celebridade a aparecer na série foi Robert Clary, que faleceu em 2022, e sua participação em 1950 foi destacada após sua morte.